# Peter Mandelson
Peter Benjamin Mandelson, Baró Mandelson PC (Londres, Anglaterra 1953) és un polític laborista anglès que formà part de la Comissió Barroso.

## Biografia
Va néixer el 21 d'octubre de 1953 a la ciutat de Londres, en una família de religió jueva. Va estudiar ciències polítiques i econòmiques a la Universitat d'Oxford, en la qual es va graduar el 1976.

## Activitat política
Membre des de ben jove del Partit Laborista, el 1992 fou escollit diputat a la Cambra dels Comuns per la circumscripció de Hartlepool, escó que va conservar fins al juliol de 2004.
Amb l'elecció de Tony Blair com a Primer Ministre del Regne Unit l'any 1997 Mandelson fou nomenat ministre sense cartera en aquest govern, càrrec que va mantenir fins al juliol de l'any següent. En aquell moment va ser designat Secretari d'Estat de Comerç i Indústria, però renuncià a aquest càrrec el desembre de 1998 a conseqüència de diverses denúncies de corrupció. Després d'estar diversos mesos fora del govern, l'octubre de 1999 fou nomenat Secretari d'Estat d'Irlanda del Nord, en substitució de Mo Mowlam, càrrec que va ocupar fins al gener de 2001 i durant el mandat del qual va impulsar la creació de l'Assemblea d'Irlanda del Nord.
En la formació de la Comissió Barroso el novembre de 2004 fou nomenat Comissari Europeu de Comerç, càrrec que ocupa fins al 3 d'octubre de 2008, quan fou elegit pel govern britànic Secretari d'Estat pels Negocis, l'Empresa i les Reformes Reguladores.